# Internationale Cricket-Saison 1969
Die internationale Cricket-Saison 1969 fand zwischen Mai 1969 und September 1969 statt. Als Sommersaison wurden vorwiegend Heimspiele der Mannschaften aus Europa ausgetragen.

## Überblick

### Internationale Touren
| Beginn        | Heimteam | Auswärtsteam | Resultate | Artikel |
| Beginn        | Heimteam | Auswärtsteam | Test      | Artikel |
| ------------- | -------- | ------------ | --------- | ------- |
| 12. Juni 1969 | England  | West Indies  | 2–0 [3]   | Artikel |
| 24. Juli 1969 | England  | Neuseeland   | 2–0 [3]   | Artikel |

## Nationale Meisterschaften
Aufgeführt sind die nationalen Meisterschaften der Full Member des ICC.
| Land    | First-Class                      | List A            |
| ------- | -------------------------------- | ----------------- |
| England | County Championship 1969         | Gillette Cup 1969 |
|         | John Player’s County League 1969 |                   |